# Воинам-катерникам
Мемориа́л «Во́инам-ка́терникам» — (открыт 9 мая 1987 г.) композиция в память моряков-катерников: 11 офицеров-катерников Героев Советского Союза и 356 катерников, отдавших свою жизнь за свободу и независимость Родины; расположен на плацу 36 Краснознамённой ордена Нахимова 1-й степени бригады ракетных катеров в Севастопольской гавани г. Балтийска Калининградской области. Идея проекта командира бригады капитана 1 ранга В. А. Крашенинникова и заместителя командира бригады по политической части капитана 1 ранга Е. Н. Корчагина.

## История
В годы Великой Отечественной войны балтийские военные проявили беспримерный героизм. Всего за годы Великой Отечественной войны катерники соединения совершили 2707 выходов, провели более 200 боев, произвели 141 минную постановку, потопили 119 и повредили 38 кораблей противника, участвовали в 767 операциях.
Родина высоко оценила ратные дела катерников Балтики. Ордена Красного Знамени и Нахимова I степени украсили боевое знамя торпедных катерников. За мужество и героизм в боях с немецко-фашистскими захватчиками личному составу соединения вручены 3584 государственные награды.
11 катерников стали Героями Советского Союза. Славные дела катерников Балтики Василия Жильцова, Владимира Гуманенко, Алексея Афанасьева, Абрама Свердлова, Сергея Осипова, Бориса Ущева и многих других вдохновляют молодых воинов на отличную службу Родине.
За успехи в боевой и политической подготовке катерники награждены Памятным знаменем ЦК КПСС, Президиума Верховного Совета СССР и Совета Министров СССР. Традиции героев живут и каждый день приумножаются.
В Севастопольской гавани (в юго-восточной части Балтийска район Камстигал (нем. Kamstigall)) 9 мая 1987 года был открыт мемориал «Воинам-катерникам» в честь одного из старейших соединений флота. Соединение катерников сформировано 6 июля 1928 года. В 1944 году её первому дивизиону, на боевом счету которого были десятки потопленных и повреждение боевых кораблей, транспортов и сбитых самолётов противника, присвоили звание «гвардейский».
После окончания войны Балтийск стал местом базирования ракетного катерного флота. Сегодня в состав 36 Краснознамённой ордена Нахимова I степени бригады ракетных катеров входят корабли, способные поражать цели крылатыми ракетами на расстоянии более ста километров среди них ракетные катера «Заречный», «Моршанск», «Димитровград», «Р-47», «Р-129», «Р-257», «Р-2», малые ракетные корабли «Ливень», «Пассат», «Гейзер», «Зыбь». 

«Для сохранения боевых традиций воинских частей и памяти об их боевых заслугах, переформировать управление 1-го отдельного дивизиона ракетных катеров и управление 197 дивизиона ракетных катеров в управление 1-го Гвардейского дивизиона ракетных катеров» — Директива Начальника Генерального Штаба ВМФ РФ № 730/1/0984 от 18.11.1993 г.

## Описание
Центром композиции является торпедный катер № 111, установленный на постаменте. В годы Великой Отечественной войны на этом торпедном катере сражался Герой Советского Союза капитан-лейтенант Б. П. Ущев.
Позади мемориального катера на двенадцатиметровой стеле размещены барельефы орденов и тексты Указов Президиума Верховного Совета СССР: «За успешное выполнение боевых заданий командования в борьбе с немецкими захватчиками наградить бригаду торпедных катеров Краснознаменного Балтийского флота орденом Боевого Красного Знамени от 12 июня 1944 года» и «За героизм и мужество, проявленные в боях с немецкими захватчиками, наградить бригаду торпедных катеров Краснознаменного Балтийского флота орденом Нахимова I степени от 22 июля 1945 года».
- мемориал "Воинам-катерникам"
- мемориал "Воинам-катерникам"
- мемориал "Воинам-катерникам"
- мемориал "Воинам-катерникам"
- мемориал "Воинам-катерникам"

Справа и слева от стелы установлены бетонные плиты с бронзовыми барельефами Героев Советского Союза офицеров-катерников.
На бетонных трапециях напоминания-призывы: «Балтийцы-катерники, погибшие в годы Великой Отечественной войны» и отрывок из «Реквиема» Роберта Рождественского:
«Вспомним всех поимённо,
Горем вспомним своим…
Это нужно не мёртвым!
Это нужно живым»
На мраморных плитах золотыми буквами высечены фамилии 356 катерников, отдавших свою жизнь за свободу и независимость Родины.
Список Героев Советского Союза моряков-катерников
| №  | Фамилия, Имя Отчество            | Год рождения |
| -- | -------------------------------- | ------------ |
| 1  | Афанасьев, Алексей Иванович      | 1910 год     |
| 2  | Гуманенко, Владимир Поликарпович | 1911 год     |
| 3  | Жильцов, Василий Маркович        | 1909 год     |
| 4  | Иванов, Иван Сергеевич           | 1914 год     |
| 5  | Кусков, Виктор Дмитриевич        | 1924 год     |
| 6  | Матюхин, Григорий Иванович       | 1915 год     |
| 7  | Осипов, Сергей Александрович     | 1912 год     |
| 8  | Свердлов, Абрам Григорьевич      | 1912 год     |
| 9  | Старостин, Василий Михайлович    | 1911 год     |
| 10 | Тихонов, Виктор Иванович         | 1911 год     |
| 11 | Ущев, Борис Петрович             | 1915 год     |